# José Múcio
José Múcio Monteiro Filho GCMM (Recife, 25 de setembro de 1948) é um engenheiro civil, músico e político brasileiro e atual ministro da Defesa do Brasil. Foi ministro e presidente do Tribunal de Contas da União (TCU), tendo sido nomeado durante o governo Lula, no qual exerceu o cargo de ministro-chefe da Secretaria de Relações Institucionais.
Foi, também, deputado federal pelo estado de Pernambuco por cinco mandatos, secretário dos Transportes de Pernambuco no governo Roberto Magalhães, além de prefeito de Rio Formoso e secretário de Planejamento do Recife durante o mandato de Roberto Magalhães.
É sobrinho de Armando Monteiro Filho, que foi ministro da Agricultura durante a fase parlamentarista do governo João Goulart, e primo de Armando Monteiro Neto, que foi ministro do desenvolvimento durante o governo Dilma Rousseff. 

## Biografia
José Múcio Monteiro Filho nasceu no Recife, Pernambuco, em 1948. É engenheiro civil formado pela Escola Politécnica da Universidade de Pernambuco (UPE) em 1971, trabalhando na iniciativa privada.
Vice-prefeito, foi eleito prefeito, mas não assumiu o mandato de prefeito para assumir a presidência da CELPE e depois a Secretaria de Transporte, entre 1982 e 1985. Foi filiado a partir de 1980 ao Partido Democrático Social (PDS), migrando depois para o Partido da Frente Liberal (PFL), renomeado Democratas (DEM) em 2007.
Presidiu a Companhia Energética de Pernambuco (CELPE; atual Neoenergia Pernambuco) antes de tornar-se candidato ao governo de Pernambuco nas eleições de 1986. Com 1 018 800 votos (39,09%), ficou em segundo lugar na corrida, perdendo para Miguel Arraes e seus 1 587 726 votos (60,91%).
Além disso, foi filiado ao ARENA, partido politico que serviu de sustentação ao regime autoritário brasileiro de 1964. Ainda por cima, passou pelo PDS e pelo PFL, partidos sucessores do ARENA. Apesar de ter sido filiado a partidos ligados ao Regime Militar, Múcio teve a vida bisbilhotada por agentes de repressão durante a ditadura.

### Câmara dos Deputados
Nas eleições de 1990, disputou a Câmara dos Deputados pelo mesmo partido. Impulsionado pela vitória de Joaquim Francisco do PFL como governador, elegeu-se como o quarto deputado mais votado de Pernambuco, com 63 470 votos. Na coligação, ficou atrás apenas do ex-governador Roberto Magalhães (PFL), iniciando sua nova carreira de deputado com 205 341 votos.
Novamente reelegeu-se nas eleições de 1994, dessa vez em coligação com o PSDB do candidato Fernando Henrique Cardoso, favorito na disputa pela presidência. Com 88 539 votos, foi o quinto deputado mais votado do estado, novamente atrás de Roberto Magalhães.
Nas eleições de 1998, foi reeleito em décimo lugar com 72 991 votos, tendo a maioria dos votos do eleitorado do PFL ido para seu companheiro de partido Inocêncio de Oliveira, que logrou 162 412 votos.
Em 2001, deixou o PFL pelo Partido da Social Democracia Brasileira (PSDB), embora ambos os partidos fossem companheiros de coligação no estado junto com o PMDB. Nas eleições de 2002, iniciou seu quarto mandato em 14.º lugar. Com 78 610 votos, ficou atrás do companheiro de coligação Carlos Eduardo Cadoca (PMDB), deputado estadual candidato à Câmara pela primeira vez, e seus 211 864.
Em 2003, filiou-se ao Partido Trabalhista Brasileiro (PTB). Admitido à Ordem do Mérito Militar em 1993 no grau de Comendador especial pelo presidente Itamar Franco, Monteiro foi promovido em 2003 por Luiz Inácio Lula da Silva ao grau de Grande-Oficial.
Notabilizou-se por ser líder do PTB no auge do que ficou conhecido como o escândalo do mensalão de 2005, tendo atuado como defensor do então presidente de seu partido, o deputado Roberto Jefferson, que teve o mandato cassado.
Mesmo assim, foi reeleito nas eleições de 2006 para um quinto mandato em nono lugar com 120 398 votos, sua máxima histórica. Ficou atrás de Armando Monteiro, seu primo, também do PTB, com 205 212 votos.
Após mais de três décadas de carreira política no campo da direita, Múcio aproximou-se do governo Lula nos anos 2000, tendo sido líder do governo na Câmara dos Deputados e, entre 2007 e 2009, ministro das Relações Institucionais.

### Ministro das Relações Institucionais
Em 23 de novembro de 2007, quando era líder do governo Lula na Câmara dos Deputados, Múcio recebeu e aceitou o convite do presidente para assumir o cargo de ministro das Relações Institucionais, no lugar de Walfrido dos Mares Guia (PTB/MG), que pediu demissão ao ter seu nome envolvido junto ao de políticos tucanos de Minas Gerais, no chamado "Mensalão tucano".

### Tribunal de Contas da União
Em 2009, foi indicado para o cargo de ministro do Tribunal de Contas da União (TCU), na vaga aberta pela aposentadoria do também pernambucano Marcos Vilaça, havendo assim deixado o ministério e renunciado ao mandato de deputado federal. Foi aprovado com 46 votos pelo Senado Federal e assumiu o cargo em 20 de outubro de 2009. Em 11 de dezembro de 2018, foi empossado na presidência do TCU. Em 31 de dezembro de 2020, deixou o TCU, aposentando-se voluntariamente e sendo sucedido por Jorge Oliveira.

### Ministro da Defesa

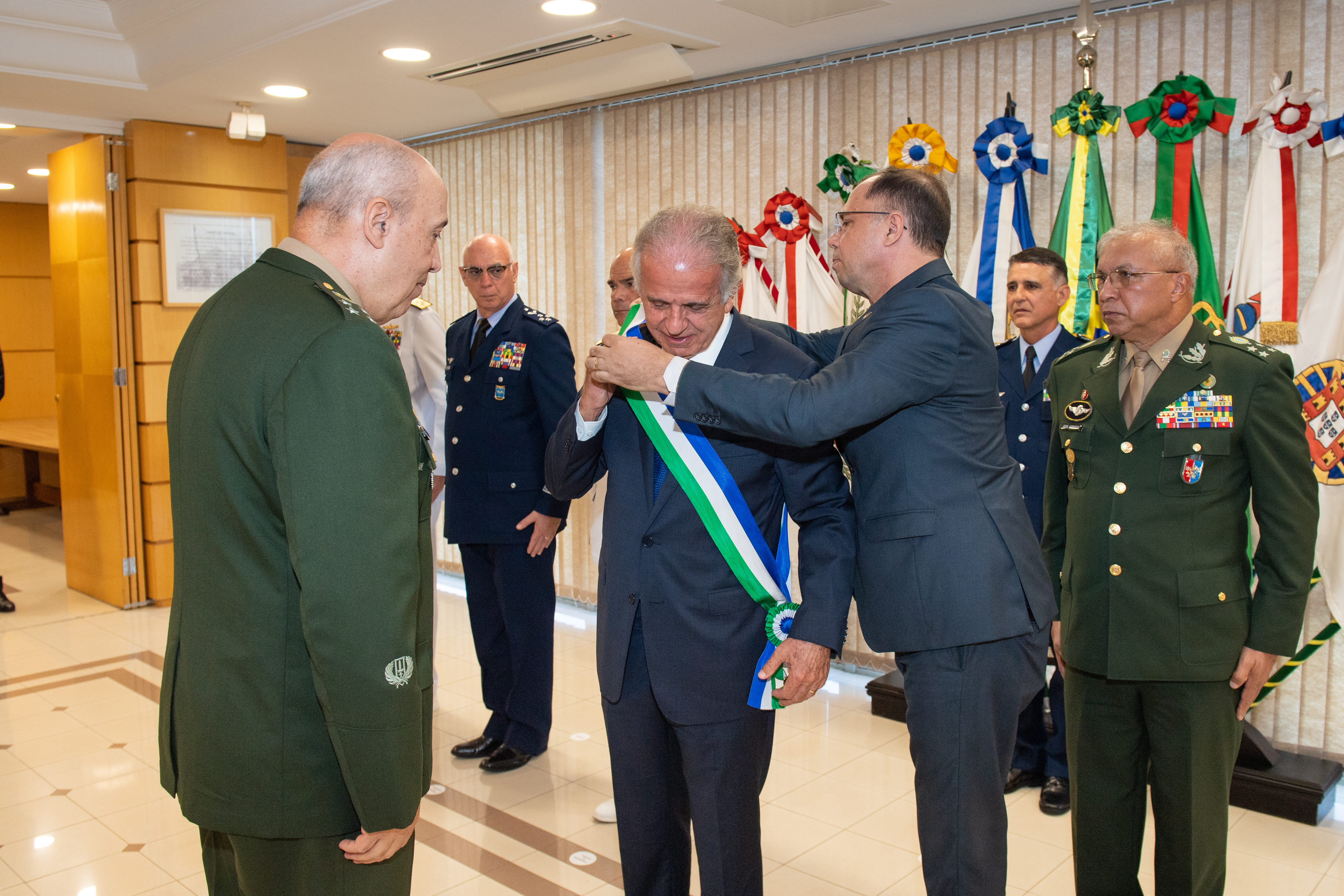
Cerimônia de Apresentação do novo Ministro da Defesa, José Múcio.

Em dezembro de 2022, foi anunciado como Ministro da Defesa do terceiro governo Lula. Em março de 2023, como ministro, foi promovido por Lula ao grau de Grã-Cruz especial da Ordem do Mérito Militar.